# Champsosaurus
Champsosaurus (gr. "lagarto cocodrilo") es un género extinto de saurópsido diápsido del orden Choristodera. Se han encontrado fósiles en América del Norte (Alberta, Montana, Nuevo México y Wyoming) y Europa (Bélgica y Francia).

## Características
El tamaño era de aproximadamente 1,50 metros. Champsosaurus se asemejaba a un gavial y, como éstos, cazaba en ríos y pantanos, capturando peces con sus largas mandíbulas provistas de numerosos pequeños dientes puntiagudos. 
La parte del cráneo se ampliaba considerablemente, ofreciendo una extensa superficie de inserción a potentes músculos masticadores. Los miembros eran especialmente cortos y agazapados.
Se piensa que nadaba gracias a ondulaciones de su cuerpo y su cola, probablemente con movimientos laterales del cuerpo, fijando sus miembros contra su cuerpo para aumentar su línea aerodinámica, como los cocodrilos y las iguanas marinas actuales.

## Filogenia
Los Champsosaurus fueron reptiles extraños cuyas afinidades siguen siendo aún dudosas. Si su aspecto general recuerda el de los cocodrilos, esta semejanza no es más que un fenómeno de convergencia, de forma de los dos grupos, que no están directamente emparentados, adquirieron una morfología similar por adaptación a un medio ambiente idéntico. Los primeros Champsosaurus aparecieron al final del Cretácico. Vivieron en las aguas dulces del hemisferio septentrional hasta el Oligoceno, hace alrededor de 30 millones de años.

## Galería

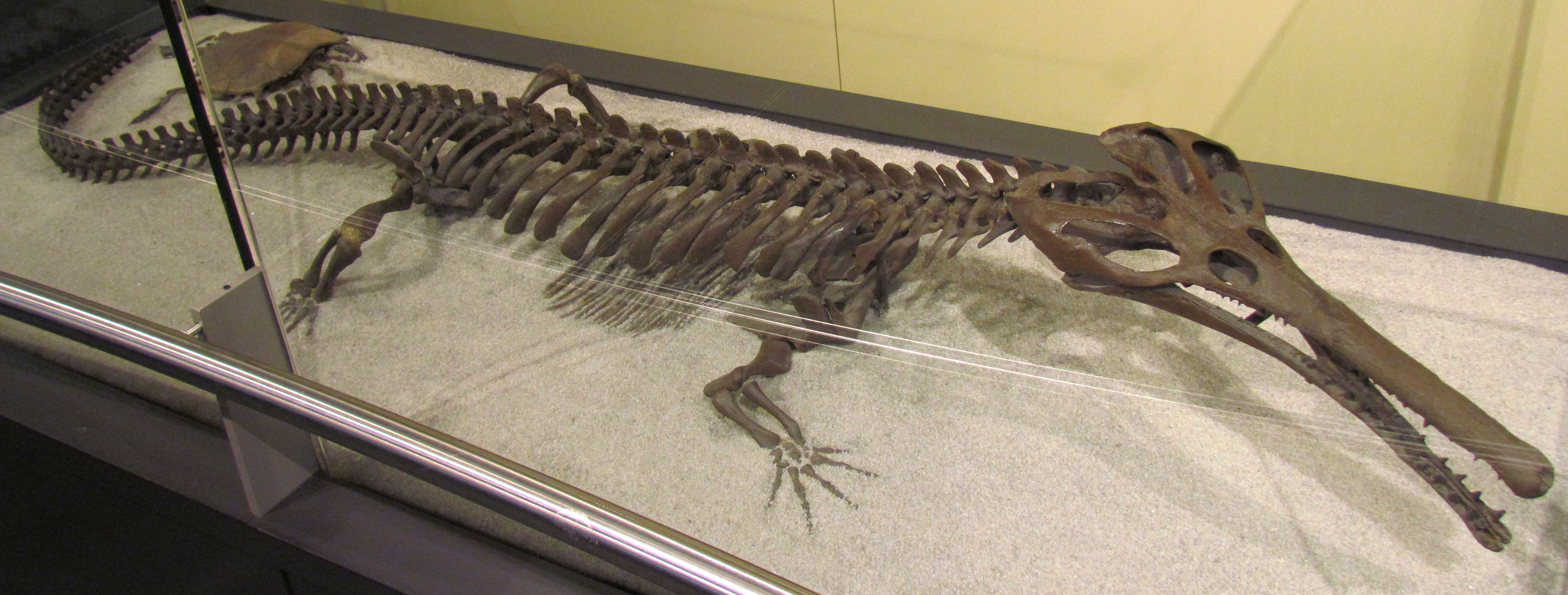
Esqueleto de un Champsosaurus natator.
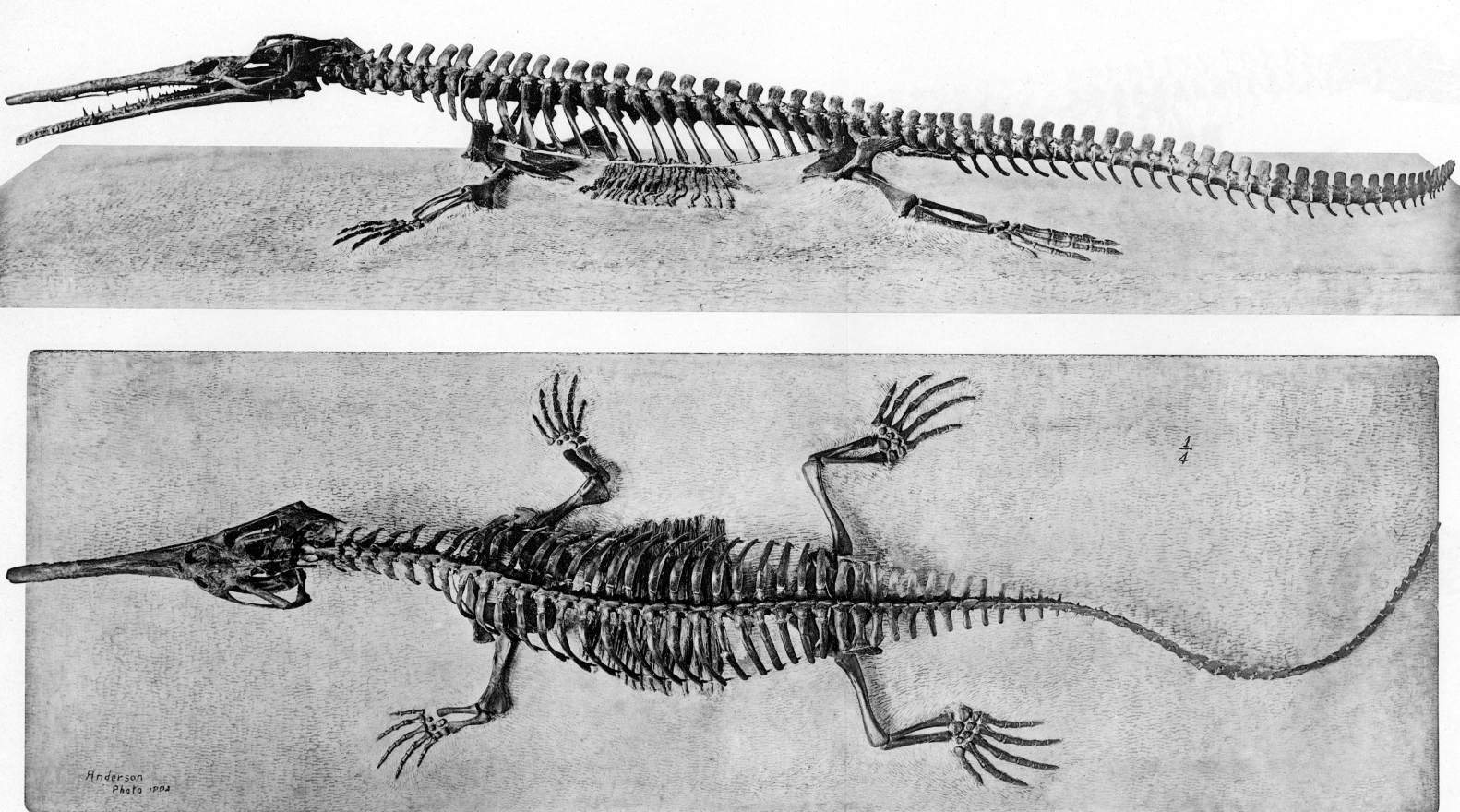
Esqueleto de un Champsosaurus laramiensis vistas lateral y dorsal.
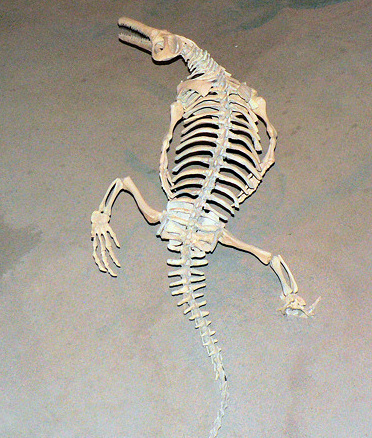
Esqueleto de un Champsosaurus vista trasera.